# Сива (Пермский край)
Си́ва — село в Пермском крае, административный центр Сивинского района. Ранее также центр Сивинского сельского поселения.

## Этимология
Название поселение получило название от одноименной реки Сива, которое в свою очередь состоит из двух коми-пермяцских слов: си — «волос», ва — вода, то есть сива — волосистая вода.

## География
Расположено в восточной части Верхнекамской возвышенности в среднем течении реки Сива. 

## История
В 1621 году в деревне Сива по переписи Осипа Зюзина и Терентия Матвея числилось 8 крестьянских дворов. В 1678 году по переписной книге Бельского в поселении числилось 56 мужчин в 20 дворах.
Сива в конце XVIII века упоминается как центр вотчинного владения помещика В. А. Всеволожского.  С 1836 года — село Сивинское. Административно входило в состав Оханского уезда Пермской губернии.
В январе 1924 года образование Сивинского района.

## Население
| 1959 | 1970  | 1979  | 1989  | 2002  | 2010  | 2021  |
| ---- | ----- | ----- | ----- | ----- | ----- | ----- |
| 3159 | ↗3492 | ↗4070 | ↗4888 | ↘4865 | ↘4659 | ↗4824 |